# Mick Staton
David Michael Staton, mais conhecido como Mick Staton (11 de Fevereiro de 1940 - 14 de Abril de 2014) foi um político americano. Foi um Republicano de Virgínia Ocidental.
Staton nasceu em Parkersburg, uma cidade no Condado de Wood, Virgínia Ocidental. Formou-se em 1958 na Parkersburg High School. Estudou na Universidade Concord em Athens, Virgínia Ocidental de 1961 até 1963. De 1957 a 1965, serviu na Guarda Nacional do Exército.
Staton trabalhou como gerente de informática e mais tarde como vice-presidente no Banco Kanawha Valley em Charleston, onde trabalhou de 1972 até 1980.
Staton era ativo no Partido Republicano de Virgínia Ocidental. Trabalhou como representante das Convenções Republicanas Estaduais em 1976 e 1980 e foi um representante da Convenção Nacional Republicana de 1980. Ele não conseguiu eleger-se em sua primeira tentativa ao Congresso, em 1978, quando perdeu para o antigo incumbente John M. Slack, Jr. do 3º Distrito Congressional. No entanto, Staton foi eleito para a Câmara dos Representantes do distrito em 1980, quando derrotou o Democrata incumbente John G. Hutchinson, que foi eleito na eleição especial após a morte de Slack. Staton serviu na Câmara num único mandato (1981-1983). Foi derrotado na reeleição em 1982 pelo futuro Governador Bob Wise.
Depois de perder seu lugar na Câmara dos Representantes, Staton serviu como o principal consultor político da Câmara do Comércio dos Estados Unidos de 1984 até 1990. Staton serviu como um eleitor para Mitt Romney e Paul Ryan em 2012.
Staton morreu no dia 14 de Abril de 2014 no Hospital Winchester em Winchester, Virgínia. Antes da sua morte, residiu em Inwood, Virgínia Ocidental.